# Otília Castellví i Fontanet
Otília Castellví i Fontanet   (Gijón, 24 de novembre de 1917 - Canet de Mar, 12 de maig de 2001) fou una modista, militant del POUM i compromesa amb la República.

## Biografia
Otilia va néixer a Astúries, en una família obrera de trajectòria política catalanista. Als 17 anys ja assisteix a conferències als locals del Bloc Obrer i Camperol (BOC). Participa en els esdeveniments d'octubre del 1934 a Barcelona i en la creació del Partit Obrer d'Unificació Marxista (POUM) l'any següent. També surt al carrer el 19 de juliol a Barcelona, ja com a militant del partit.
Freqüenta les companyies d'Andreu Nin, Joaquim Maurin i d'altres dirigents del partit. És empresonada a partir de maig de 1937, en l'atac dels estalinistes en contra del POUM. A la txeca coneix Kàtia Landau, militant comunista heterodoxa austríaca i fan una vaga de fam. Totes dues són posades en llibertat a l'entrada dels franquistes a Barcelona i passen a la clandestinitat, ja que no ha pogut fugir amb la retirada republicana.
Travessa la frontera francesa amb els passadors de muntanya, però serà detinguda a Perpinyà i portada al camp de concentració d'Argelers. Quan surt del camp, ja amb el seu company Linus Moulines, van a residir a l'Alemanya nazi, passant per la França ocupada. A Alemanya treballa i sobreviu gràcies al seu ofici de modista. Finalment decideixen marxar cap a Amèrica i s'estableixen a Caracas (Veneçuela).

## Les seves memòries
A la fi de la seva vida va retornar a Catalunya i va redactar i publicar les seves memòries poc abans de morir, el 1997. Posteriorment foren editades de nou amb el nom De les txeques de Barcelona a l'Alemanya nazi i constitueixen un document excepcional sobre els anys previs a l'esclat de la guerra civil espanyola i la posterior sortida del país de milers d'homes i dones republicans, que fugien de la repressió del franquisme. I també un testimoni de la seva integritat moral i del drama de l'exili. Després es traduí i publicà també en castellà.

## Reconeixement
L'any 2006, la ciutat de Barcelona li dedicà un carrer al districte de Gràcia, on havia viscut.